# Canadá en los Juegos Olímpicos de Helsinki 1952
Canadá estuvo representado en los Juegos Olímpicos de Helsinki 1952 por un total de 107 deportistas que compitieron en 13 deportes.  
El portador de la bandera en la ceremonia de apertura fue el atleta Bill Parnell.

## Medallistas
El equipo olímpico canadiense obtuvo las siguientes medallas:
| Nombre                      | Deporte      | Competición |
| --------------------------- | ------------ | ----------- |
| Oro                         |              |             |
| George Genereux             | Tiro         | Foso M      |
| Plata                       |              |             |
| Gerald Gratton              | Halterofilia | 75 kg M     |
| Kenneth Lane Donald Hawgood | Piragüismo   | C2 1000 m M |
| Bronce                      |              |             |
| —                           |              |             |